# Mezinovac
Mezinovac – wieś w Chorwacji, w żupanii licko-seńskiej, w gminie Perušić. W 2011 roku liczyła 24 mieszkańców.